# Palazzo Luraschi
Palazzo Luraschi è un edificio storico di Milano situato in corso Buenos Aires al civico 1.

## Storia e descrizione
Il palazzo fu eretto in stile eclettico nel 1887 su quello che era un lotto di terreno precedentemente occupato dal lazzaretto di Milano: per salvaguardare uno dei patrimoni della storia milanese, l'ingegner Ferdinando Luraschi, già amministratore del Lazzaretto per conto dell'Ospedale Maggiore, ne riutilizzò alcune colonne per realizzare il porticato del cortile del palazzo, che venne inoltre decorato con medaglioni e busti a tema de I promessi sposi. Sono comunque tutt'altro che trascurabili le forme della facciata: il monumentale portale a serliana è sormontato dalla balconata del piano nobile retta mensole dall'aspetto di telamoni, mentre le finestre sono decorate con timpani alternativamente curvilinei e triangolari. Il pian terreno e l'ammezzato presentano una decorazione in bugnato, ripresa nella parte centrale del palazzo. Al piano strada dell'edificio, provvisto di spazi per negozi, subito dopo la costruzione si installa nel 1888 il ristorante Puntigam, noto ed elegante locale alla moda coi tavolini all'aperto che rimarrà attivo fino al 1940.
Nel 2016 l'edificio è stato sottoposto ad un'importante opera di restauro conservativo delle facciate esterne e cortile interno.